# Nuyts Archipelago
Il Nuyts Archipelago è un gruppo di circa 30 isole che si trovano nella Gran Baia Australiana lungo la costa dell'Australia Meridionale (Australia).
L'arcipelago è costituito principalmente da isole granitiche e scogli che forniscono siti di riproduzione per i leoni marini australiani e sostengono colonie di berta codacorta (Ardenna tenuirostris). Comprende anche il gruppo di isole conosciute come Isles of St Francis. Tutte le isole, ad eccezione di una parte dell'isola di Evans, fanno parte di aree protette: il Nuyts Archipelago Wilderness Protection Area e il Nuyts Archipelago Conservation Park.

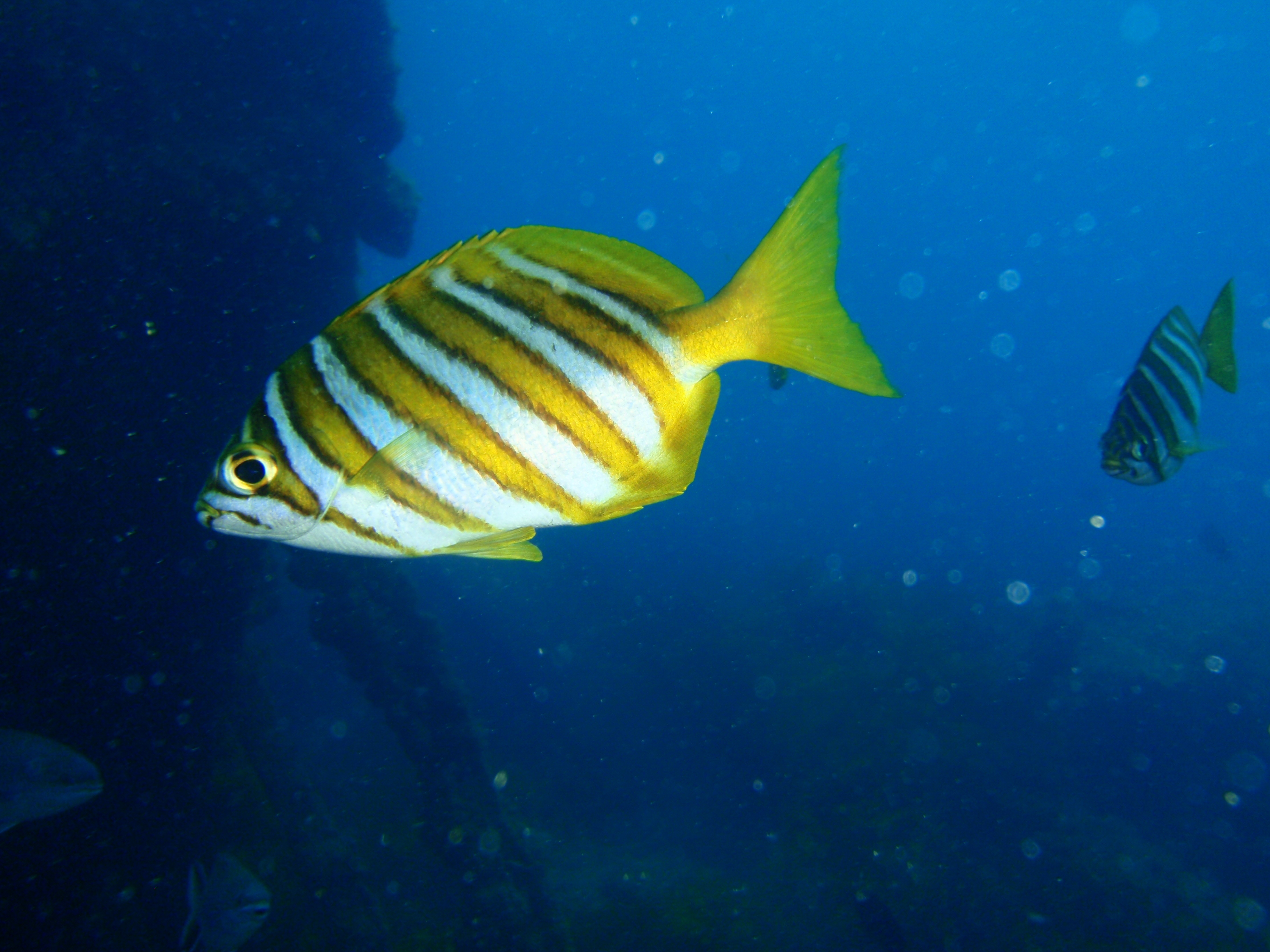
Il Neatypus obliquus

L'area è biologicamente unica nell'Australia Meridionale a causa dell'influenza della corrente di Leeuwin, che scorre verso est attraverso la Gran Baia Australiana e porta caratteristiche più tipiche dell'Australia occidentale che del sud-est dell'Australia.  All'interno e intorno all'arcipelago la corrente subtropicale di Leeuwin si incontra e si mescola con le acque più fredde della corrente Flinders creando un hotspot di biodiversità. Esempi dell'effetto della corrente di Leeuwin includono la presenza di coralli della famiglia Fungiidae e pesci della famiglia Kyphosidae come Neatypus obliquus.

## Le isole

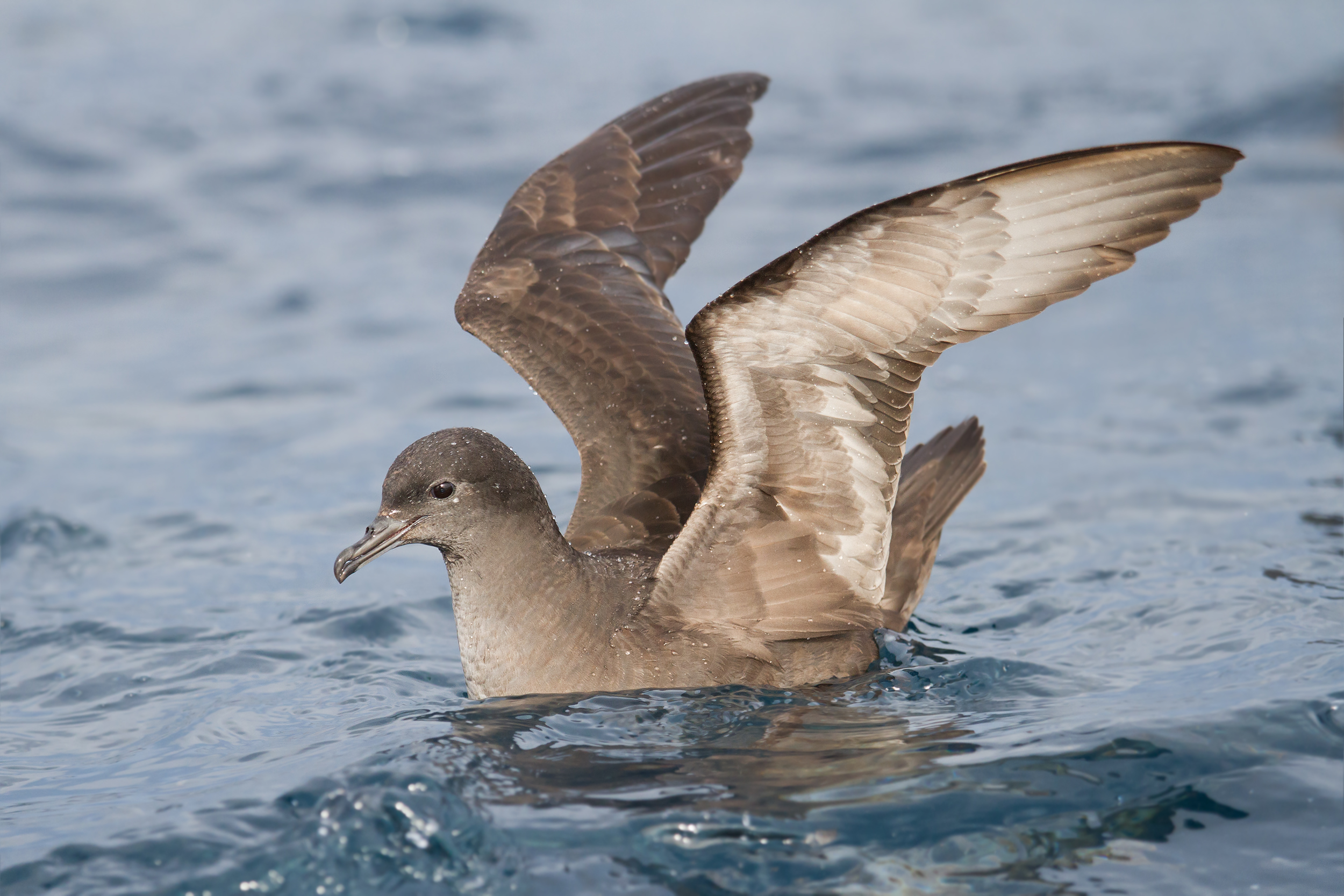
Ardenna tenuirostris

Il gruppo di isole si trova a nord-ovest della penisola di Eyre, a sud della città di Ceduna.
- Breakwater Island, scoglio a sud-ovest di St Peter Island.
- Evans Island, tra le Isles of St Francis e St Peter Island; supporta 29 472 coppie di Ardenna tenuirostris[4].
- Eyre Island, vicina alla costa, è un'isola sabbiosa e ha 251 coppie di beccaccia di mare fuligginosa[4]. Porta il nome dell'esploratore Edward John Eyre.
- Franklin Islands, due isole (denominate East e West) accostate nella parte orientale dell'arcipelago, 13 km a sud-est di Evans Island; supportano 102 080 coppie di Ardenna tenuirostris[4]. Le isole sono zona interdetta per preservare la popolazione di Leporillus conditor. Nominate da Matthew Flinders il 3 febbraio 1802 in onore del guardiamarina John Franklin.[5]
- Gliddon Reef, scoglio a sud di St Peter Island.
- Goat Island, 2 km a sud-ovest di St Peter Island; ha un'area di 3,03 km² e supporta 94 800coppie di Ardenna tenuirostris[4].
- Isles of St Francis:
  - Dog Island, situata 300 m a nord-est di St Francis; supporta 1 816 coppie di Ardenna tenuirostris[4].
  - Egg Island, si trova 400 m a nord-nord-est di St Francis, ha un'altezza di 41 m[5]; dà riparo a 400 coppie di Ardenna tenuirostris[4].
  - Fenelon Island, supporta 13 000 coppie di uccello delle tempeste facciabianca[4]. È stata nominata da Nicolas Baudin in onore dell'arcivescovo francese Fénelon.[5]
  - Freeling Island, si trova circa 100 m a nord-est di Dog Island; porta il nome si Sir Arthur Henry Freeling[6] che aveva la carica di Surveyor General of South Australia.[5]
  - Hart Island, situata 49 km a sud di Point Bell; porta il nome del capitano John Hart[7] che fu premier dell'Australia Meridionale.[5]
  - Lacy Island, 12 km a nord-est di St Francis, supporta 4 740 coppie di Ardenna tenuirostris[4]. Nominata da Matthew Flinders il 3 febbraio 1802 in onore di Mr Lacy, dell'equipaggio della Investigator.[5]
  - Masillion Island, si trova circa 2,5 km a sud di St Francis Island[5]; ospita 39 520 coppie di Ardenna tenuirostris[4]. È stata nominata nel 1802 nel corso della spedizione di Nicolas Baudin in onore di Jean Baptiste Massillon[8], vescovo di Clermont.[5]
  - Smooth Island, si trova 200 m a nord di St Francis[5].
  - St Francis Island, l'isola più grande del sottogruppo.
  - West island, situata 1,5 km a ovest di St Francis; supporta una popolazione di oche di Cape Barren[4] e una colonia di leoni marini.
- Lilliput e Blefescu Islands, scogli accostati alle Franklin Islands.
- Lounds Island (o Lound), isolotto tra le Isles of St Francis e la costa, a 16 km da Rocky Point; la sua densa vegetazione fornisce un habitat per il pappagallo di roccia[4]. Nominata da Flinders il 7 febbraio 1802 in onore del guardiamarina Sherrard Lound.[5]
- Purdie Islands, gruppo di isolotti a nord-ovest, con l'altezza massima di 25 m; nominati da Flinders il 1º febbraio 1802 in onore di Robert Purdie, assistente del chirurgo di bordo sulla Investigator.[5]
- St Peter Island, l'isola maggiore.

## Storia
L'arcipelago è stato nominato nel 1802 da Matthew Flinders in onore del navigatore olandese Pieter Nuyts che era alto funzionario della Compagnia olandese delle Indie orientali sulla nave Gulden Zeepaert ("Cavalluccio marino d'oro"), capitanato da François Thijssen che mappò la costa meridionale dell'Australia da Albany a Ceduna nel corso di un viaggio dai Paesi Bassi a Formosa e in Giappone (1626-1627). Nuyts era nella regione dell'arcipelago nel gennaio del 1627. Sia Flinders che Nicolas Baudin, che esplorarono l'area nel 1802, diedero il nome a diverse isole.
All'inizio del XIX secolo l'arcipelago e la costa adiacente erano usati come base per la caccia alle balene.